# Uman (Micronesia)
Uman è un'isola delle Isole Caroline. Amministrativamente è una municipalità del Distretto Nomoneas Meridionali, di Chuuk, uno degli Stati Federati di Micronesia.
Ha una superficie di 1 km² e 2 563 abitanti (Census 2008).